# Trevías
Trevías és una parròquia del concejo de Valdés al Principat d'Astúries, a uns 17 quilòmetres de Ḷḷuarca sobre la carretera N-634 que va des d'Oviedo a La Corunya. El mar Cantàbric es troba a uns 5 quilòmetres en línia recta cap al nord i a uns 7 seguint l'actual carretera en direcció a La Corunya. La seva geografia ve determinada pel pas del riu Esva, que travessa la principal població de la parròquia, Trevías, que s'ha convertit al centre comercial i de serveis de la parròquia, i allí es troba el centre mèdic, l'escola infantil, el veterinari, farmàcia, notaria, etc.
Limiti al nord amb les parròquies de Caneiru i Cadavéu, a l'est amb les de Arcallana i Muñás, al sud amb la de Paredes a l'oest amb la de Barcia.
L'economia de la zona es basa en la ramaderia bovina, (carn, llet i derivats), encara que també existeix el cultiu de patates i blat de moro, gairebé per a ús personal.

## Poblacions
Les seves poblacions són:
| - Bahinas - Balsera - Brañaverniza - Brieves - Briones - Cortina - Gamones - Lago - Llendecastiello - Sant Feliç i el seu Barri Lespontones - Sant Pelayo de Tehona - Silvamayor - Trevías - Villanueva amb els seus barris de Sant Martín i Pescaredo. - Villar de Bahinas |

## Monuments

### Església de San Miguel Arcàngel
L'església, dedicada a San Miguel Arcàngel, data de l'any 1000. En el seu pòrtic es troba una làpida epigràfica que commemora la terminació de l'església primitiva el “12 de les kalendas d'abril Era 38”, que correspon al 21 de març de 1000.

## Cultura
Les festivitats més importants en Trevías són San Isidro Labrador el 15 de maig, Descens folklorico del Esva el segon diumenge de agostoSan Miguel Arcàngel el 28 i 29 de setembre i Saint Lucia el 13 de desembre.

## Esports
L'esport més seguit en la vila és el futbol, l'equip local del qual és el Club Deportivo Treviense, que actualment milita en Primera Regional d'Astúries. En aquest club va començar a jugar Saúl Fernández García, que va militar en el R. C. Esportiu de la Corunya en la Primera Divisió.
D'altra banda existeix els següents clubs esportius i culturals:
- Club de pesca La Socala[1]
- Club d'escacs Valdesva.[2]
- Escola ciclista "Ruta Occident"

Molt prop de Trevias també va néixer Ana Amelia Menéndez